# Utetheisa menoni
Utetheisa menoni là một loài bướm đêm thuộc phân họ Arctiinae, họ Erebidae.